# Santuario de la Consolata

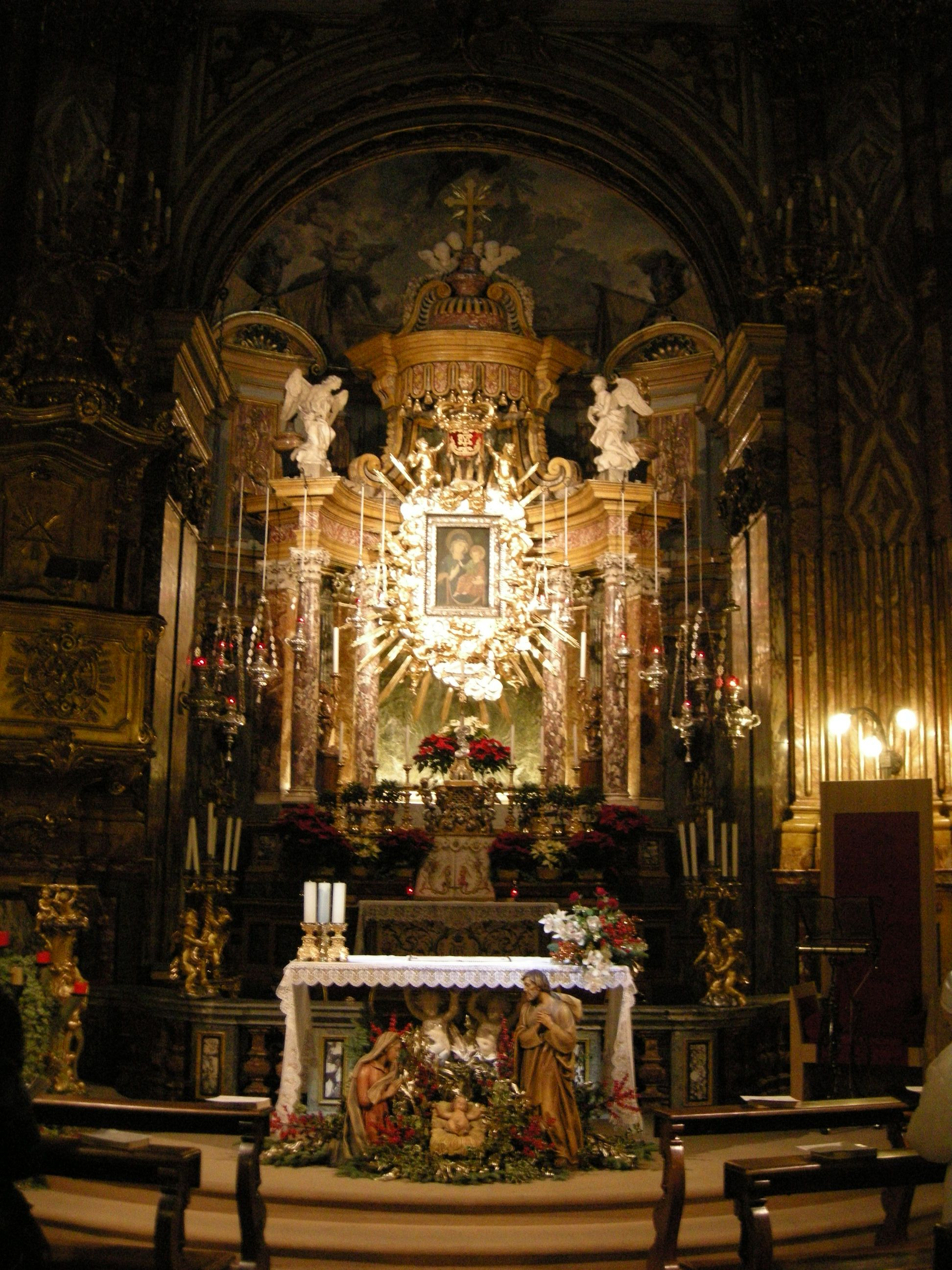
Altar en donde se encuentra el cuadro de la Virgen de Consolación, patrona de la ciudad de Turín.

El Santuario de la Consolata o Santuario de la Virgen de la Consolación (en idioma italiano; Santuario della Consolata, en idioma piamontés; La Conslà), es el principal santuario mariano de la ciudad de Turín y su arquidiócesis (Piamonte, Italia). 
El templo está dedicado a la Virgen María, invocada con el título de "Consolatrice" (es decir, Nuestra Señora de la Consolación, patrona de la ciudad de Turín). Es considerado como una verdadera obra maestra del barroco piamontés y tiene la dignidad de Basílica menor.

## Historia
El Santuario de la Consolata tiene una historia muy antigua. Junto a la basílica se encuentran los restos de una de las torres de las murallas de la antigua Julia Augusta Taurinorum (nombre que los romanos dieron a la ciudad de Turín). Aquí, en el siglo V, el obispo Maximus erigió (probablemente sobre los restos de un antiguo templo pagano), una pequeña iglesia dedicada a San Andrés Apóstol, con una capilla dedicada a la Virgen, en el que se colocó una imagen de la Virgen María. La tradición aseguraba que el templo era el más antiguo monumento arquitectónico de Turín, después de los restos de los edificios romanos.
Más de mil años más tarde, fue construida una nueva iglesia en estilo románico con tres naves y siendo sede de una abadía. La gran devoción que une a la ciudad con este santuario se origina a partir de una pintura de la Virgen, de la que todavía se conserva una copia póstuma en la cripta del santuario. La historia cuenta que el icono durante las diversas alteraciones de la iglesia se había perdido. Un hombre ciego, llegó a Turín en peregrinación afirmando haber recibido en sueños mensajes de la Virgen, con indicaciones precisas de dónde buscar la sagrada imagen. Tras el hallazgo de la pintura, el hombre recobró la vista y como resultado de este hecho milagroso, la iglesia fue restaurada, elevada al rango de Basílica menor y siendo el icono solemnemente colocado en el interior. La actual imagen que se venera en el templo, no es la original, el cuadro que hoy se venera es una obra de finales del siglo XV que se atribuye a Antoniazzo Romano y está inspirada en la Madonna del Popolo de Roma. 
En 1448, la Orden Benedictina encargó una mayor expansión del templo, a esta orden perteneció la basílica durante más de dos siglos, hasta que fue transferida a la Orden de los Cistercienses en 1589. La basílica se convirtió en la pieza central de la fe y la religión en Turín durante los duros días del asedio franco-español. La ciudad se encomendó a la Virgen de la Consolación para su propia salvación y se realizaron ofrendas votivas. Su posición geográfica, tan cerca de los muros de la ciudad, hizo al santuario vulnerable a los fuertes bombardeos del Asedio de Turín de 1706, pero, a pesar de esto, el templo se salvó de la destrucción. Tras este evento, la Virgen de la Consolata fue proclamada "Patrona de Turín" conjuntamente con San Juan Bautista (el histórico patrono de la ciudad).
Más tarde, el decreto napoleónico de 1802 impuso la supresión de las órdenes religiosas y los monjes de la Orden Cisterciense se vieron obligados a abandonar el santuario, y por un corto período de tiempo, el templo fue convertido en cuartel. En 1815, el santuario una vez más se convirtió en un lugar sagrado y su regencia fue confiada a la Congregación de los Oblatos de la Virgen María, fundada por el Venerable Pio Bruno Lanteri. 
En el siglo XIX, el famoso fotógrafo Secondo Pia, célebre por ser el primero en fotografiar la Sábana Santa, destacando las propiedades del negativo fotográfico, fue el encargado de fotografiar el retrato antiguo de la Virgen, con el fin de reproducir copias para su difusión.
Los grandes beatos y santos turineses han estado a lo largo de los siglos muy vinculados al Santuario de la Consolata. Entre ellos, San José Cafasso, que está enterrado en el interior del santuario, San Juan Bosco y San Leonardo Murialdo que acudían al templo con frecuencia, además, de San José Allamano, fundador de la Misión de la Consolata, que fue rector de la basílica desde 1880 hasta 1926.

## Fiestas
El día de la Virgen de la Consolación se celebra en Turín el 20 de junio de cada año. Esta fecha fue escogida para conmemorar el milagro del ciego que encontró el santo icono de la Virgen. Notable, en el día de la fiesta, es la multitudinaria procesión de la imagen por las calles de la ciudad.